# Élection présidentielle haïtienne de 1995
L'élection présidentielle haïtienne de 1995 est une consultation électorale qui a donné la victoire au candidat de l'Organisation du peuple en lutte, René Préval. 

## Contexte politique
L'échéance du mandat présidentiel du président Jean-Bertrand Aristide arrivant à terme, fut organisé une nouvelle élection présidentielle à Haïti. Celle-ci eut lieu le 17 décembre 1995.
À l'élection présidentielle de décembre 1995, le candidat de l'OPL, René Préval, était le mieux placé pour remporter ce scrutin. Son principal adversaire était Victor Benoit, candidat du FNCD.

## Résultats
| Candidats      | Partis                                                      | Pourcentage des votants |
| -------------- | ----------------------------------------------------------- | ----------------------- |
| René Préval    | Organisation Politique Lavalas (OPL)                        | 67,9 %                  |
| Victor Benoit  | Front national pour le Changement et la Démocratie (FNCD)   | 17,3 %                  |
| Leslie Manigat | Rassemblement des démocrates nationaux progressistes (RDNP) | 7,5 %                   |
| Marc Bazin     | Alliance nationale démocratique du progrès (ANDP)           | 7,3 %                   |
| Total          |                                                             | 100,00 %                |

Élu confortablement avec plus de 87 % des bulletins exprimés, René Préval prête serment le février 1996 pour un mandat présidentiel de cinq ans.
La Mission Civile Internationale OEA/ONU se réjouit du bon déroulement de l'élection présidentielle du 17 décembre 1995. Du point de vue des droits de l'homme, elle a eu lieu dans un très bon climat de sécurité. Aucun incident de violence n'a été observé ni rapporté à la Mission. Ceci a sans aucun doute facilité le libre exercice du droit de vote.